# Йънг Лийн
Йонатан Леандор Хостад (на шведски: Jonatan Leandoer Håstad; роден на 18 юли 1996 г.), по-известен като Yung Lean, е шведски рапър, певец, автор на песни и продуцент.
Роден в Минск и израснал в Стокхолм, Йънг Лийн се издига към славата през 2013 г. с песента си Ginseng Strip 2002, която става известна в YouTube.
По-късно същата година той издава дебютния си микстейп Unknown Death 2002, а следващата година издава дебютния си студиен албум Unknown Memory. През 2016 г. Йънг Лийн издава втория си микстейп Frost God и втория си студиен албум Warlord. През 2017 г. издава третия си студиен албум Stranger,  последван от третия му микстейп Poison Ivy през 2018 г. Четвъртият му студиен албум Starz излиза чрез лейбъла YEAR0001 през 2020 г.

## Дискография

### Студийни албуми
- Unknown Memory (2014)
- Warlord (2016)
- Stranger (2017)
- Starz (2020)

### Микстейпове
- Unknown Death 2002 (2013)
- Frost God (2016)
- Poison Ivy (2018)